# 妨碍治安罪
妨碍治安罪是普通法系中使用的刑事法律罪名，指破坏（breach）或扰乱（disturbing）公共秩序的行为不端。

## 苏格兰
在苏格兰，妨碍治安是一种特定的刑事犯罪。由于其普通法定义，可以适用到许多场景。如果案件被移交苏格兰高等法院，最高刑罚仍然是终身监禁，尽管这种严厉的处罚现在很少适用。
妨碍治安的犯罪行为是指“行为严重到足以引起普通民众恐慌并威胁对社区造成严重骚乱”。
警察可以在没有逮捕令的情况下逮捕任何妨碍治安的人。公众不得以妨碍治安行为而逮捕某人（即，逮捕并不总是因为某人最终被起诉的罪行，而是可能因为似乎正在发生的更严重的犯罪）。
妨碍治安包括但不限于任何骚乱行为（包括“粗暴”（rowdiness）或“争吵”）和任何扰乱治安的行为。这种行为不一定是吵闹的，但仍然会引起其他人的关注。例如持续跟踪某人、发送威胁信以及“裸奔”或“露臀”。
2010年《刑事司法和许可（苏格兰）法》第38条规定，以可能导致正常人遭受恐惧或惊慌的方式进行威胁或辱骂的行为构成犯罪，这类似于英格兰和威尔士的《公共秩序法》第5条。

## 美国
在美国，对妨碍治安罪的公诉受到宪法的限制。在1949年《特米尼洛诉芝加哥市》一案中，美国最高法院裁定，芝加哥市的一项法令禁止发表“煽动公众愤怒、引发争议、造成骚乱或制造骚乱的言论”“根据美国宪法第一修正案是违宪的。道格拉斯法官表示：“因此，在我们的政府制度下，言论自由的一个功能就是引发争议。当它引起骚乱、造成对现状的不满，甚至激起人们的不满时，甚至使人愤怒时，它确实可以最好地实现其崇高目的。言论往往具有挑衅性和挑战性。它可能会打击偏见和成见，并在迫使人们接受某个想法时产生深刻的令人不安的影响。”
在1965年考克斯诉路易斯安那州一案中，美国最高法院认为路易斯安那州一项将妨碍治安定为刑事犯罪的法规含糊且过于宽泛从而违宪，因为它导致表达不受欢迎的观点人受到起诉。该法规部分内容如下：
任何人意图挑起妨碍治安的行为，或在可能导致妨碍治安的情况下……在……公共街道或公路上或……与其他人一起群集或聚集，或在公共人行道上，或任何其他公共场所或建筑物上……并且在任何市镇或教区的任何执法人员命令这样做时，没有服从或拒绝驱散并继续前进……路易斯安那州的任何执法人员或任何其他授权人员所实施的行为……均应犯扰乱治安罪。
在州一级，至少德州一个法院认为，妨碍治安的本质是可能破坏安宁或宣扬暴力威胁，并指出妨碍治安是“扰乱或威胁扰乱公民享有的安宁”。